# パタパタママ (お笑いコンビ)
パタパタママは、吉本興業東京本社（東京吉本）に所属する日本のお笑いコンビ。

## メンバー
木下 貴信（きのした たかのぶ、1977年9月13日（47歳） - ）ボケ・ネタ作り担当、立ち位置は向かって左。
- 熊本県人吉市出身。B型。既婚。相方下畑からはきのやんと呼ばれている。
- 普段は物静かで真面目な性格らしい。
- プロレス観戦とゲーム、漫画が趣味。
- 独特の言い回しや優れた表現力、行間を上手く活かしたブログが評判[1]。
- 『CROSS SUPER SUNDAY』においてキモ子というキャラクターに扮しており、かなり放送コードギリギリの発言をしていた。また、その時のコスチュームはヌーブラ。
- 福岡よしもとのカラオケ好き芸人で構成された福岡吉本カラオケ部の部長を務める。
- ブログ内で、あまり後輩に慕われない（食事に誘っても断られ続けたり何年かの付き合いでも会話が社交辞令であるなど）ことをしばしば嘆いている。本人曰く「人望のパラメータが0」。
- ブログにて「パタパタママ木下物語」という自叙伝を連載している。
- 吉本芸人が大勢働く清掃会社においてアルバイトながら地位を確立し、芸人の間で話題になっている。役職は取締役東京営業所長で、正社員の部下を持つ。アルバイト先からの独立を噂されている。
- R-1ぐらんぷり2017において清掃ネタで予選会場を沸かし、今大会のダークホースと呼ばれる。
- ピンとして初の単独ライブ「パタパタママ木下のノンフィクションバイト漫談LIVE」を開催し、前説を相方・下畑が行った。
- Twitterでの業務報告ツイートが話題になっていたが、2019年3月に『水曜日のダウンタウン』の「未だにバイトしている最も芸歴が長い芸人 リットン調査団説」へ出演し木下の本業がバレたことによって、会社の面白エピソードを包み隠さずツイートしていたのが問題視されたため現在はTwitterを禁止させられている[2]。
- 2018年6月1日より、株式会社アイティートラスト東京営業所所長へ出世する。
- 2021年株式会社アイティートラストを退社。
- 2023年株式会社ピカピカパパを設立。代表取締役に就任。
- 芸人、清掃員、構成作家として活動している。
- KADOKAWA「ダ・ヴィンチ」の芸人×エッセイのコーナーにて、藤井健太郎氏にブログを絶賛される。
- 小説「汚れたウエスで涙を拭けるか」「須藤警部の始末書」をnoteにて公開。
- 2024年、初脚本・初演出舞台「僕たちの都市伝説～あの夏キミは河童を見たのか」を手がける。

下畑 博史（しもはた ひろふみ、1973年1月20日（52歳） - ）ツッコミ担当、立ち位置は向かって右。
- 福岡県北九州市出身。A型。第一経済大学卒業。既婚。相方木下からはしもやんと呼ばれている。
- 明るく活発で、社交的な性格。福岡吉本時代は福岡市内にて立ち飲み屋を経営していた。福岡芸人や、福岡へやってきた芸人たちの飲み会会場になることも多かったらしい。
- 毎年博多祇園山笠に西流で参加している。
- 以前、福岡ローカルのバラエティ番組にてミッキーマウスのパロディで『下畑マウス』というキャラを演じていた（無論、本家には無許可）。
- 番組の企画で、芸人の仕事には全く必要のないクリーニング師の免許・食品衛生管理士免許・秘書検定の資格を取得させられた。
- 甲本ヒロトの大ファン。
- 黒瀬純（パンクブーブー）とは福岡吉本に在籍していた頃から仲が良い。パンクブーブーがM-1グランプリ2009にて決勝進出した際、下畑の飲み屋には博多華丸（博多華丸・大吉）をはじめとする多くの福岡芸人たちが集まり、テレビで観戦しながら2人を応援していた。ちなみにパンクブーブーが優勝した瞬間から、華丸は燃え尽きたように小一時間呆然とし（「あまりにも信じられず、どっきりか下畑が用意したVTRだと思った」とのこと）、周囲の後輩を不安がらせたらしい。
- その繋がりで、M-1グランプリ2009のDVD内「パンクブーブーのお礼参り 博多華丸・大吉編」にて、2組の会話の中で名前が登場している。
- 千原ジュニア（千原兄弟）と仲が良く、頻繁に番組ではワイプ写真でのみ登場する。
- バイクが好きで、RGツーリングクラブに所属している。
- 後輩・佐田正樹（バッドボーイズ）のYouTubeチャンネル「SATAbuilder's」では、バイクの回を中心にほぼ準レギュラーとして出演。周囲からは「しも兄」「しもにー」と呼ばれるが、佐田からは「金玉」と呼ばれている。
- 2021年11月　東京都渋谷区千駄ヶ谷に自身がオーナーを務める飲食店「新宿251」（しんじゅくにこいち）をオープンさせた。

## 概要
- 2人とも1996年から2011年にかけて福岡吉本[3]へ所属し、福岡吉本7期出身。1つ上の先輩（6期）に佐藤哲夫（パンクブーブー）、同期にどんぴしゃ、1つ下の後輩（8期）に黒瀬、バッドボーイズがいる。
- コンビ名の由来は先輩の華丸考案によるものであるとされているが実際は1990年代、きどゆういち・つだつよしのコンビ名が無かったことから華丸が提案したものがお蔵入りになっており、その芸名が十数年経って日の目を見たことになっている。
- 2007年12月16日放送の福岡放送『ナイトシャッフル』において、視聴者投票によりコンビ名が『関サバ夫アジ平（せきサバおアジへい）』に改名され、12月18日のイベント出演より使用していた。
- 木下は2008年12月31日にブログでコンビ名を『パタパタママ』に戻すと書いており、2009年からは元のコンビ名として活動している。
- 2011年4月からは東京吉本へ移籍。同22日にステージマンショー（東京・品川よしもとプリンスシアター）で移籍後初登場。ネタは「コント・防空壕」[4]。
- 神保町花月芝居「のぼせもんたち」（2014年3月13日-17日 7公演）にて主演を務める。
- ルミネtheよしもと「5じ6じバトル」に出演中。（2014年4月-）
- 木下がダイナマイト関西NEXT～東日本新人王決定戦～（2014年7月22日　ヨシモト∞ホール）にて準優勝。
- 単独コントライブ「パタパタママ　ワールドツアー2014」東京公演（2014年8月15日）福岡公演（2014年11月8日）を開催。
- 博多座「めんたいぴりり」（2015年3月6日～3月29日）に出演。
- R-1ぐらんぷり2017において、木下がアルバイト漫談で準決勝敗退。敗者復活ステージに進出。
- 博多座「熱血! ブラバン少女」（2017年3月4日～3月26日）に出演。
- 木下がイヌッコロ×ACTOLI×シザーブリッツ　トリプルコラボ公演第3弾　舞台「ハッピーハードラック」恵比寿エコー劇場(2017年6月23日～7月2日)にて準主演。T2役を務める。
- 「パタパタママ木下のノンフィクションバイト漫談LIVE」J-POP CAFE渋谷（8月10日）開催。
- 木下がイヌッコロ×ACTOLI×シザーブリッツ　トリプルコラボ公演第4弾　舞台「バリスタと恋の黒魔術」新宿村LIVE（2017年12月20日～26日）に死神役で出演。
- よしもと学園祭オススメ芸人2018に選出される。
- 日刊SPA!にて「芸人だらけの清掃会社の実態とは?」という特集が組まれる（木下のみ）[5]。
- YouTubeチャンネル「しもにーちゃんねる」が登録者数7万人突破。（下畑のみ）
- YouTubeラジオ「やまきん全力投球」が登録者数60人突破（木下のみ）
- RKB「華丸の先生！染まりんしゃったね・・・」RKBラジオ「華結び」の構成作家として活動している（木下のみ）
- 博多座・新歌舞伎座「新生！熱血ブラバン少女」（2024年4月6日～4月28日）に出演。
- 木下が舞台「HOBOHOBOプロデュース第4弾　僕たちの都市伝説～あの夏キミは河童を見たのか」Lucky Base（2024年8月24日～9月1日）の脚本演出を務める。

## 主な出演

### 過去の出演番組
- 関サバ夫アジ平のアマチュアラヂオ（ - 2008年、fm fukuoka）
- パタパタママのCROSS SUPER SUNDAY（ - 2005年、CROSS FM）
- Hi-Ho!（ - 2000年 テレビ西日本）
- ピィース!（ - 2008年 テレビ西日本）
- ぎゅぎゅっと!（ - 2012年 テレビ西日本） - 木下のみ
- めんたいワイド（ - 2010年 福岡放送）
- ナイトシャッフル（福岡放送）
- なるほど北九州（北九州市広報番組、福岡放送） - 木下のみ
- 千原ジュニアのRPM GO!GO! （ニッポン放送 コーナーすべらん大学 下畑のみ週替わり担当）
- 華丸の先生！染まりんしゃったね・・・（2021年～RKB毎日放送）
- 華結び（2021年～RKBラジオ）－木下のみ

### その他の出演番組
- 爆笑オンエアバトル（NHK総合）戦績0勝2敗 最高313KB
- ざっくりハイタッチ（テレビ東京）- 木下のみ
- タカトシの涙がとまらナイト（テレビ東京）- 木下のみ
- ダラケ! 〜お金を払ってでも見たいクイズ〜 （BSスカパー!）- 下畑のみ
- 水曜日のダウンタウン（TBSテレビ 2020年2月12日、2021年4月14日、21日）
- *街録ch〜あなたの人生、教えて下さい〜（YouTube番組、2021年）

### CM
- ウエスト（焼肉ウエスト）
- くばらキャベツのうまたれ 木下のみ